# Lord John Russell

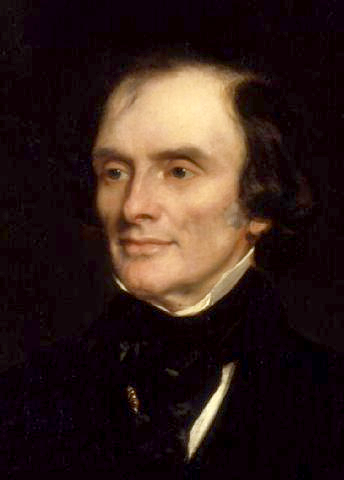
Rusell el 1853, per Francis Grant

John Russell, 1r comte Russell, 1r vescomte Amberley, KG, GCMG PC (Mayfair, Middlesex, (Anglaterra) 18 d'agost de 1792 - Richmond Park, Surrey (Anglaterra) 28 de maig de 1878).

## Biografia
Polític britànic del partit liberal Whig, va exercir com a diputat des de l'any 1813. El 1832 aconseguiria l'aprovació de la reforma del parlament anglès que ampliava el cos electoral de cinc-cents a vuit-cents mil electors. En contra, el partit conservador, els Tory, i la Cambra dels Lords, no van poder fer-hi front.
Russell va néixer en una família de les altes esferes de l'aristocràcia britànica. La família de Russell havia estat una de les principals dinasties Whig a Anglaterra des del segle xvii, i van estar entre els més rics terratinents del país.
Va ser educar en la Westminster School i a la Universitat d'Edimburg, a la qual va assistir durant tres anys, però no va aconseguir un títol.

### Primer ministre
El 1846 és nomenat primer ministre, cosa que li confereix l'autoritat de promoure una política econòmica tendent al lliurecanvisme. Les esperances de conciliar els catòlics irlandesos van decaure amb la Gran fam irlandesa amb les polítiques que esperaven que el mercat proporcionaria els aliments necessaris ignorant les exportacions d'aliments a Anglaterra, i va aturar les obres del govern a Irlanda, deixant la població sense feina, diners o menjar. Al gener de 1847, el govern va iniciar un programa d'ajuda directa, en part administrat pel sistema anglès de Poor Laws, juntament amb sopes regalades de manera gratuïta. Els costos de les Poor Laws van recaure principalment sobre els propietaris locals, que van intentar alleujar els seus problemes desallotjant els residents arrendataris de les seves terres.
A les eleccions al Parlament del Regne Unit de 1847 de l'agost, el partit Whig va obtenir guanys a costa del Partit Conservador, però va romandre en minoria, necessitant els vots dels diputats peelites i els irlandesos partidaris de la derogació de la Llei de la Unió de 1800 encapçalats per Daniel O'Connell per guanyar votacions a la Cambra dels Comuns. La seva administració va establir la jornada de treball de 10 hores a les fàbriques en 1847 i va fundar una junta nacional de salut pública en 1848 que va obligar les localitats a construir clavegueram i el drenatge. Però en gran part a causa de la desunió del partit Whig i la feblesa del seu lideratge, no va poder posar fi a les restriccions legals als jueus, estendre el sufragi als treballadors de les ciutats o garantir la seguretat de la tinença als agricultors irlandesos.
Russell va destituir al seu Secretari d'Estat d'Afers Exteriors i de la Commonwealth Henry John Temple Lord Palmerston a finals de 1851, i aquest es va unir a l'oposició, fent caure el govern de Russell liderant l'atac a la seva Llei de Milícia, que va condemnar com una resposta ineficient a l'amenaça d'agressió per part de França després del Cop d'Estat francès de 1851 de Lluís Napoleó, sent substituït pel conservador Edward Smith-Stanley, Lord Derby.

### Segon terme com a primer ministre
El 1865, després de la mort de Henry John Temple Lord Palmerston, és cridat a un segon mandat com a primer ministre continuant amb el primer govern liberal. Una de les seves primeres decisions va ser intentar de nou persuadir el parlament perquè acceptés les propostes de reforma parlamentària que havien estat rebutjades el 1860. La majoria dels diputats de la Cambra dels Comuns encara s'oposaven a futures reformes i, després que el govern fos derrotat en una votació el 18 de juny de 1866, Russell va dimitir.

### Després de primer ministre
Després de la dimissió s'allunya de la vida política. En aquest últim període va ser contrari a intervenir en la Guerra de Secessió dels Estats Units.

## Literatura
El 1819, lord John Russell va publicar el seu llibre Life of Lord Russell, sobre el seu famós avantpassat. Entre 1853 i 1856, va editar el seu Memoirs, Journal and Correspondence of Thomas Moore, publicat per Longman, Brown, Green and Longmans.
Charles Dickens va dedicar a Lord John Russell l'obra Una història de dues ciutats "en record dels molts serveis públics i bondats privades".